# 사북읍
사북읍(舍北邑)은 대한민국 강원특별자치도 정선군의 읍이다.

## 역사
- 1973년 7월 1일 정선군 동면(현 화암면) 사북출장소(사북리, 고한리, 직전리)를 사북읍으로 승격하였다.[1] (3법정리)
- 1985년 10월 1일 사북읍 고한리를 고한읍으로 승격하였다.[2] (2법정리)

## 행정 구역
- 사북리(舍北里)
- 직전리(稷田里)

## 교육
- 사북초등학교
- 사북중학교
- 사북고등학교